# Drowned World Tour 2001 (video)
Drowned World Tour 2001 je live album američke pjevačice Madonne. Izdan je 13. studeog 2001., isti dan kada i Madonnina druga kompilacija najvećih hitova GHV2.
Album prikazuje koncert s Drowned World Tour snimljen u The Palace of Auburn Hills u Auburn Hills 26. kolovoza 2001. Koncert se uživo prikazivao i na američkoj TV kući HBO.

## Formati
Album je izdan kao VHS i DVD izdanje. Slike koje se pojavljuju je slikla Madonnina prijateljica Rosie O'Donnell.

## Popis pjesama
1. "Drowned World/Substitute For Love"
2. "Impressive Instant"
3. "Candy Perfume Girl"
4. "Beautiful Stranger"
5. "Ray of Light"
6. "Paradise (Not For Me)" (video/plesni interludij)
7. "Frozen"
8. "Open Your Heart" (instrumental interludij)
9. "Nobody's Perfect"
10. Zajedno: "Mer Girl"/"Sky Fits Heaven"/"Mer Girl"
11. "What It Feels Like for a Girl" (Remix) (video/plesni interludij) 1
12. "I Deserve It"
13. "Don't Tell Me"
14. "Human Nature"
15. "The Funny Song"
16. "Secret"
17. "Gone"
18. "Don't Cry for Me Argentina" (instrumental) (plesni interludij)
19. "Lo Que Siente La Mujer"(What It Feels Like for a Girl)
20. "La Isla Bonita"
21. "Holiday"
22. "Music"

1 Ova se pjesma nija našla na DVD i VHS izdanju iako je prikazana na HBO. 

## Promotivni video
Izvedba pjesme "Holiday" je izdana kao glazbeni video pod Warner Bros. Recordsom u svrhu promocije DVD-a. Slika je uzeta s koncerta iz Detroita 26. kolovoza, a audio snimka s koncerta prije.